# Teplárenský provoz Červený mlýn

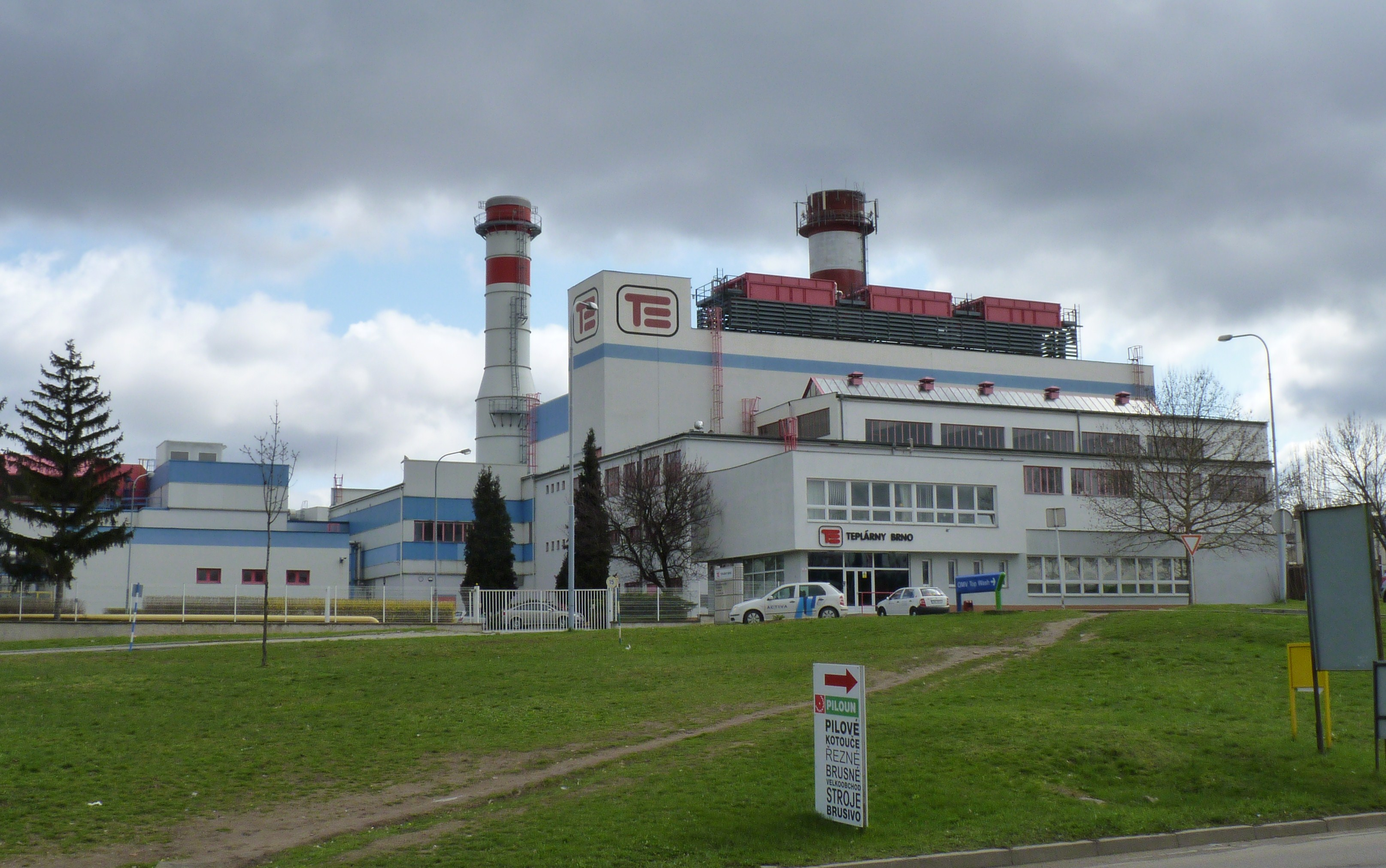
Teplárenský provoz Červený mlýn

Teplárenský provoz Červený mlýn je moderní paroplynový zdroj s kombinovanou výrobou elektřiny a tepla. Nachází se v brněnské městské části Královo Pole v těsné blízkosti nákupního centra Královo Pole.

## Základní údaje
Současný provoz byl vystavěn jako náhrada původního uhelného zdroje a uveden do provozu v roce 1999. Provozován je společností Teplárny Brno, a.s. Nyní se zde nachází spalinový kotel, jenž je připojen k protitlaké parní turbíně o výkonu 24 MW{\displaystyle _{e}} a k tepelným výměníkům, a dále spalovací turbína typu SGT- 1000 o výkonu 70 MW{\displaystyle _{e}}. V provozu byly před modernizací vystavěny i dva plynové horkovodní kotle o jmenovitém výkonu 27 MW{\displaystyle _{t}} pro pokrytí dodávky během výstavby.
Spalovací turbína (výrobce Siemens) je vybavena dodatečnou hlukovou izolací pro snížení hlukové zátěže do okolí. Provoz je certifikován pro provádění podpůrných služeb elektrizační soustavě – sekundární a terciární regulaci a dispečerské 30minutové zálohy, za což dostává společnost finanční odměny, které jsou následně použity ke snížení cen tepla. Z důvodu provozu podpůrných služeb soustavy byl vystavěn druhý (tzv. by-passový) komín přímo pro turbínu pro případ, kdy spalinový kotel je mimo provoz (např. mimo topnou sezonu). V případě ostrovního provozu turbína nastartuje za pomoci průtočné elektrárny Brněnské přehrady.
Spalovat je v turbíně možné vedle zemního plynu po drobných úpravách i extralehký topný olej (eLTO), jelikož do objektu vedou koleje. Bylo by však třeba přebudovat zásobníky v objektu, což se s ohledem na cenu eLTO blízkou zemnímu plynu ekonomicky nevyplatí.

## Zajímavosti
V objektu budovy, kde se nachází spalinový kotel, zaměstnanci provozu pěstují tropické rostliny, mj. i banánovník, který nese malé banány.
V rámci stavby Královopolského tunelu bylo také nutno (na náklady investora stavby) přeložit kabely vysokého napětí spojující transformátory v provozu s rozvodnou stanicí společnosti E.ON v Medlánkách do větší hloubky, neboť se nacházely přibližně 0,5 m pod povrchem jedné z frekventovaných vozovek dotčených stavbou.
Zajímavé je i vedení potrubí zemního plynu v objektu – to je z větší části uloženo pod povrchem země, kde vede kolem objektu. V jednom místě vystupuje potrubí na povrch kvůli vývodu horkovodů. Vyvedení plynového potrubí se jevilo jako levnější varianta oproti přeložení horkovodů uložených mimo betonové šachty.